# Gräsmyrtjärnen, Jämtland
Gräsmyrtjärnen är en sjö i Bräcke kommun i Jämtland och ingår i Indalsälvens huvudavrinningsområde.